# Moraira

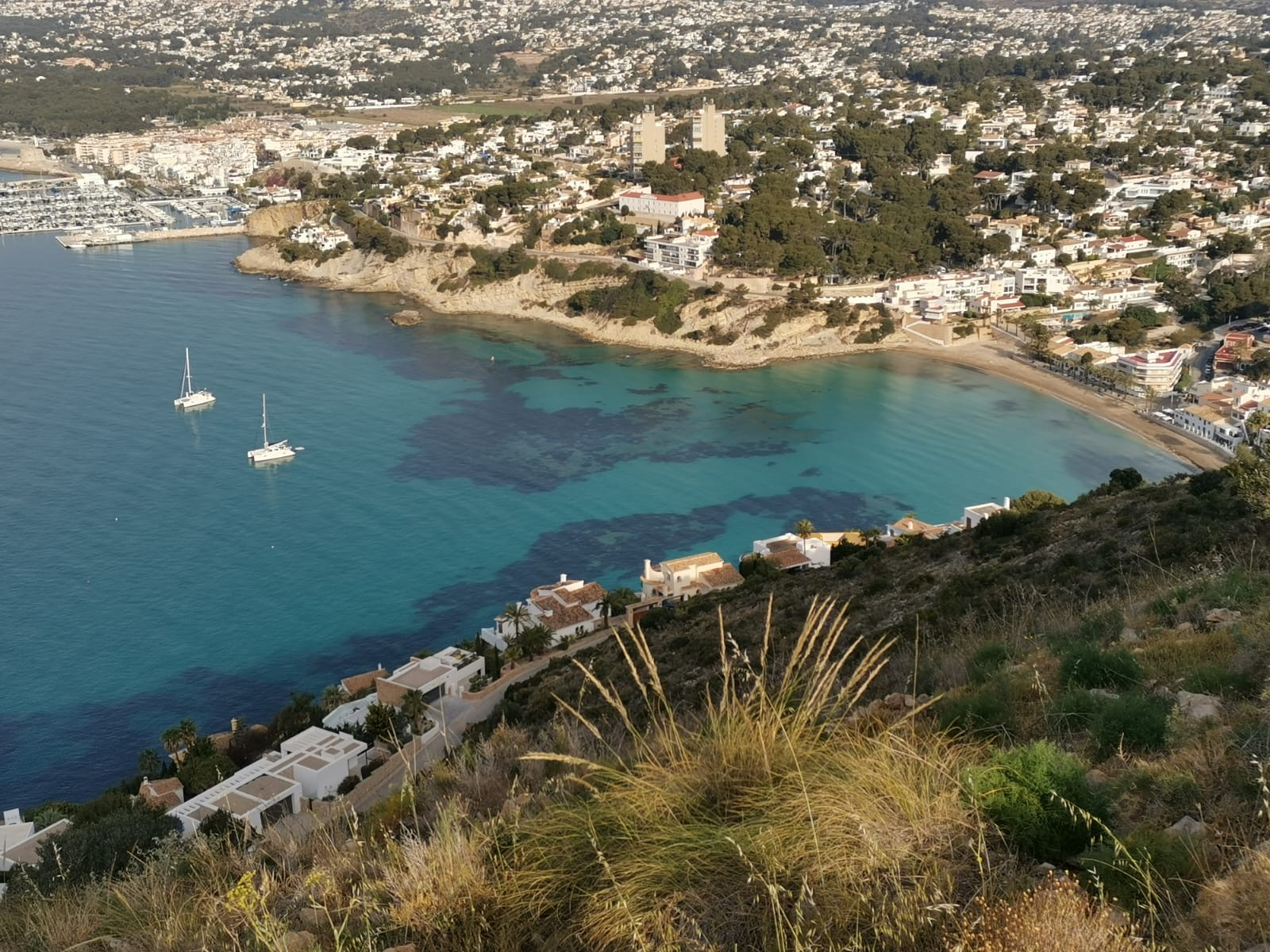
Moraira

Moraira es un núcleo de población del término municipal de Teulada, en la comarca de la Marina Alta, en la provincia de  Alicante, Comunidad Valenciana. Su parroquia, dedicada a la Virgen de los Desamparados, fue creada entre los años 1875 y 1878, siendo erigida en el mismo edificio que era la ermita de los pescadores. En 1974 se separó de su matriz en Teulada. Fue construida con material procedente del castillo de Moraira, situado a unos cientos de metros del casco urbano.
Cuenta con Cofradía de Pescadores, un centro Público de Enseñanza de Infantil y Primaria (CEIP Cap d'Or). Club Náutico de Moraira, y un moderno edificio de varios servicios públicos (Espai La Senieta), para biblioteca pública, sala de exposiciones, salón de actos, aulas de enseñanza y de ocio, etc
El año 1969 el escritor estadounidense Chester Himes se instaló cerca de Moraira, en el mismo término de Teulada, donde vivió hasta su muerte al año 1984.

## Orígenes y evolución
Los orígenes de Moraira se ubican en la Cova de la Cendra, en Cap D'or y en otros lugares del término municipal en los que se encontraron pinturas rupestres, señal de que en la Edad del Bronce esta zona estuvo habitada.
Por su parte los íberos dejaron su huellas hasta su posterior romanización. Después los romanos y con la llegada de los árabes se empezó a desarrollar el término municipal de Teulada y su característico paisaje de bancales.
En el siglo XIII, tras la reconquista a los musulmanes de Valencia, llevada a cabo por el rey aragonés Jaume I, el área de Moraira, al igual que el resto del Reino de Valencia fue repoblada con pobladores venidos de otras zonas de la Corona de Aragón.
En 1386 se creó jurídicamente el término municipal de Teulada y unos años después, en 1410 recibió la visita de San Vicente Ferrer. Como pruebas testigo de su presencia han quedado La ermita de la Font Santa, situada a mitad camino entre Teulada y Moraira, La creueta de l'Ave Maria y la Casa de Constanza.

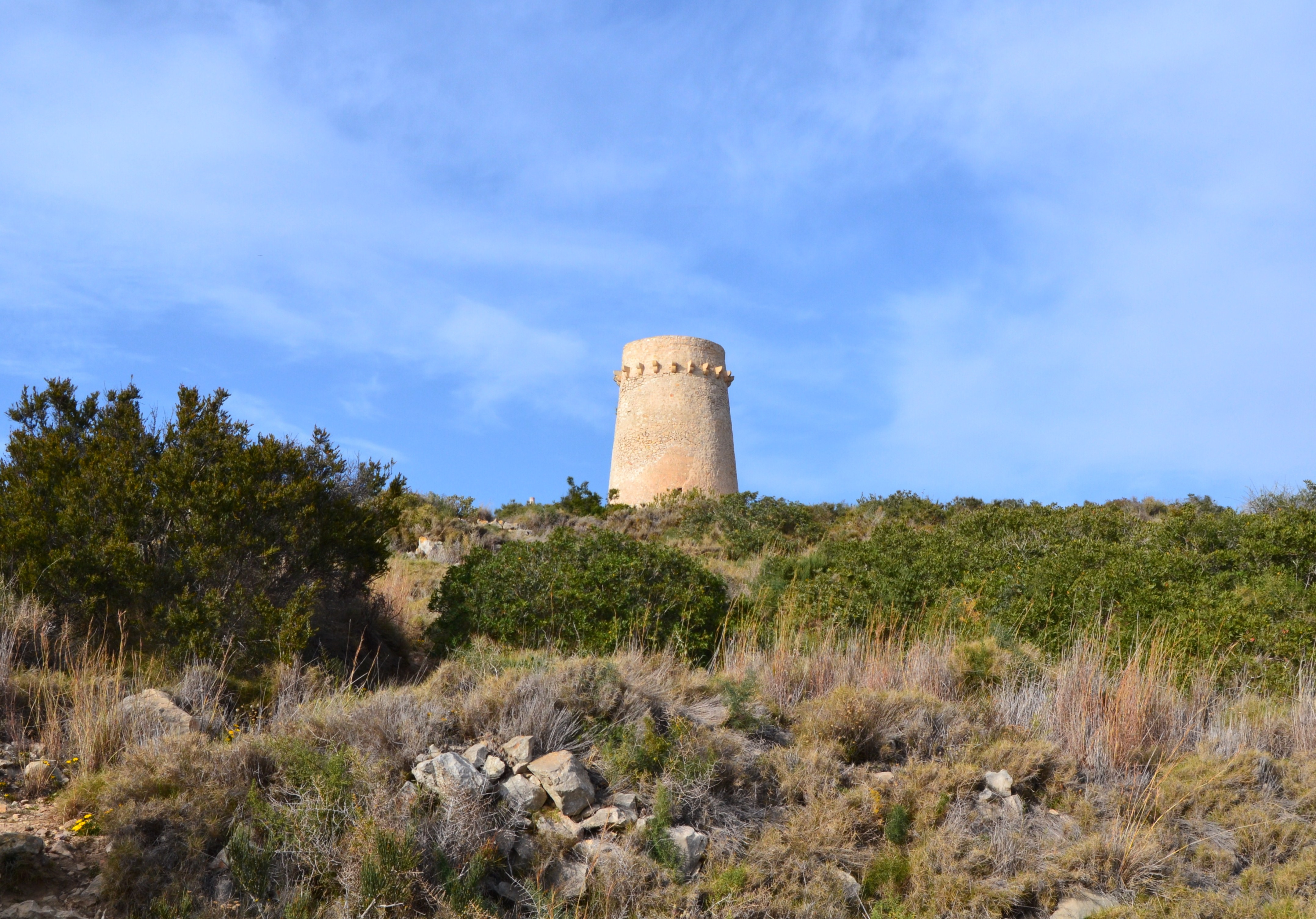
Torre de vigía en lo alto del Cap D'or

Los siglos siguientes y hasta el siglo XVII se caracterizan por los contantes ataques de los berberiscos que llevaron a la construcción, en 1744, de la Torre de vigía situada en lo más alto del Cap d'Or a la que la conoce como Castillo de Moraira o de la Mar. A raíz de su construcción se empieza a desarrollar un pequeño núcleo de viviendas cuya actividad económica principal era la pesca.  
Actualmente, aún se puede disfrutar de su tradición agrícola a través de la mistela, un vino dulce elaborado de uva moscatel. Sin embargo, esta industria ha ido perdiendo protagonismo frente al turismo alentado por las playas como la del Portet, el clima y el paisaje Mediterráneo, sobre todo en los años 60 y 70 del siglo XX.

## Datos de población
En relación con su población al no tratarse no un municipio en sí mismo, sino que pertenece a Teulada, los datos demográficos que el INE ofrece son en relación con dicho municipio:
| Cifras oficiales de población de los municipios españoles en aplicación de la Ley de Bases del Régimen Local (Art. 17) |        |         |         |
| Detalle municipal |        |         |         |
| Alicante/Alacant: Población por municipios y sexo.                                                                     |        |         |         |
| Unidades: Personas |        |         |         |
| | Total  | Mujeres | Hombres |
| | 2023   | 2023    | 2023    |
| 03128 Teulada | 12.515 | 6.266   | 6.249   |
| Fuente: INE. 2023 |        |         |         |

| Población según nacionalidad (principales nacionalidades), 2022 (Unidad: personas)             |        |         |         |
| Nacionalidad                                                                                   | Total  | Hombres | Mujeres |
| TOTAL POBLACIÓN                                                                                | 11.944 | 5.929   | 6.015   |
| Españoles                                                                                      | 5.430  | 2.669   | 2.761   |
| Total Extranjeros                                                                              | 6.514  | 3.260   | 3.254   |
| Total Europa                                                                                   | 5.161  | 2.506   | 2.655   |
| Total Unión Europea                                                                            | 2.535  | 1.255   | 1.280   |
| Alemania                                                                                       | 708    | 328     | 380     |
| Bulgaria                                                                                       | 250    | 122     | 128     |
| Francia                                                                                        | 174    | 91      | 83      |
| Italia                                                                                         | 75     | 50      | 25      |
| Polonia                                                                                        | 31     | 12      | 19      |
| Portugal                                                                                       | 4      | 0       | 4       |
| Rumanía                                                                                        | 228    | 103     | 125     |
| Total Europa No Comunitaria                                                                    | 2.626  | 1.251   | 1.375   |
| Reino Unido                                                                                    | 2.285  | 1.109   | 1.176   |
| Rusia                                                                                          | 126    | 54      | 72      |
| Ucrania                                                                                        | 25     | 11      | 14      |
| Total África                                                                                   | 416    | 266     | 150     |
| Argelia                                                                                        | 27     | 12      | 15      |
| Marruecos                                                                                      | 376    | 247     | 129     |
| Nigeria                                                                                        | 1      | 0       | 1       |
| Senegal                                                                                        | 7      | 4       | 3       |
| Total América                                                                                  | 718    | 358     | 360     |
| Argentina                                                                                      | 43     | 18      | 25      |
| Bolivia                                                                                        | 45     | 28      | 17      |
| Brasil                                                                                         | 18     | 5       | 13      |
| Chile                                                                                          | 4      | 1       | 3       |
| Colombia                                                                                       | 410    | 209     | 201     |
| Cuba                                                                                           | 12     | 4       | 8       |
| Ecuador                                                                                        | 27     | 14      | 13      |
| Paraguay                                                                                       | 3      | 0       | 3       |
| Perú                                                                                           | 13     | 9       | 4       |
| República Dominicana                                                                           | 5      | 1       | 4       |
| Uruguay                                                                                        | 11     | 4       | 7       |
| Venezuela                                                                                      | 44     | 22      | 22      |
| Total Asia                                                                                     | 215    | 128     | 87      |
| China                                                                                          | 104    | 62      | 42      |
| Pakistán                                                                                       | 38     | 29      | 9       |
| Oceanía y Apátridas                                                                            | 4      | 2       | 2       |
| Fuente: Instituto Nacional de Estadística. Revisión Padrón 2022. Fecha de consulta: 26/01/2023 |        |         |         |

## Patrimonio

### Edificios civiles

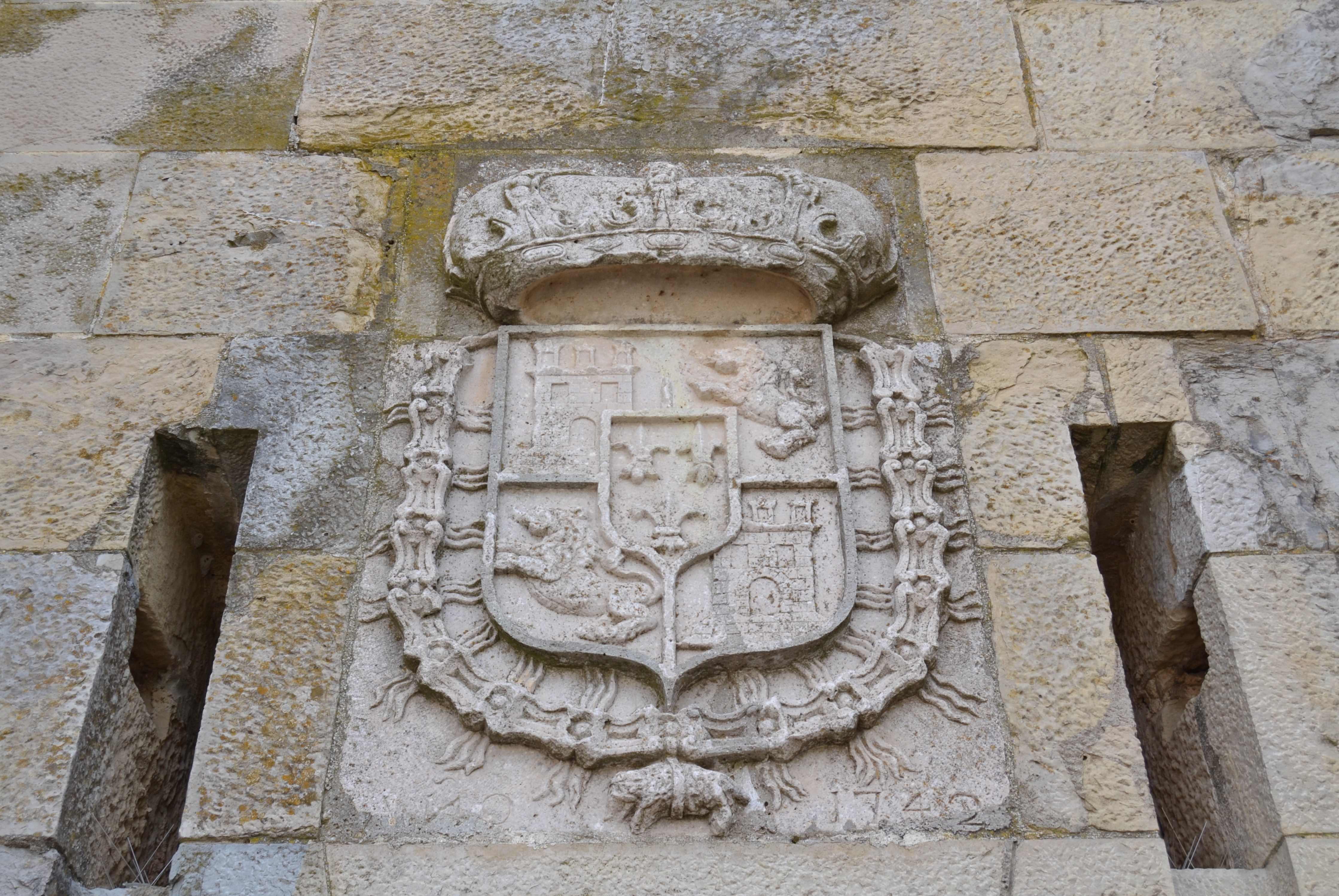
Escudo de los Borbones en la puerta del Castillo de Moraira

- Castillo de Moraira (s. XVIII). Se construyó con el objetivo de defender las costas de los ataques piratas y corsarios.[9] Su fachada es semicircular y está orientada hacia el sur. Su única puerta está coronada por el escudo de los borbones en el que se puede ver la fecha de finalización de su construcción (1742).[10] Fue reconstruido en los años 80 del siglo XX y actualmente alberga una exposición sobre las torres de vigía de la época de Felipe II y otra audiovisual sobre el mar y la piratería.[9]

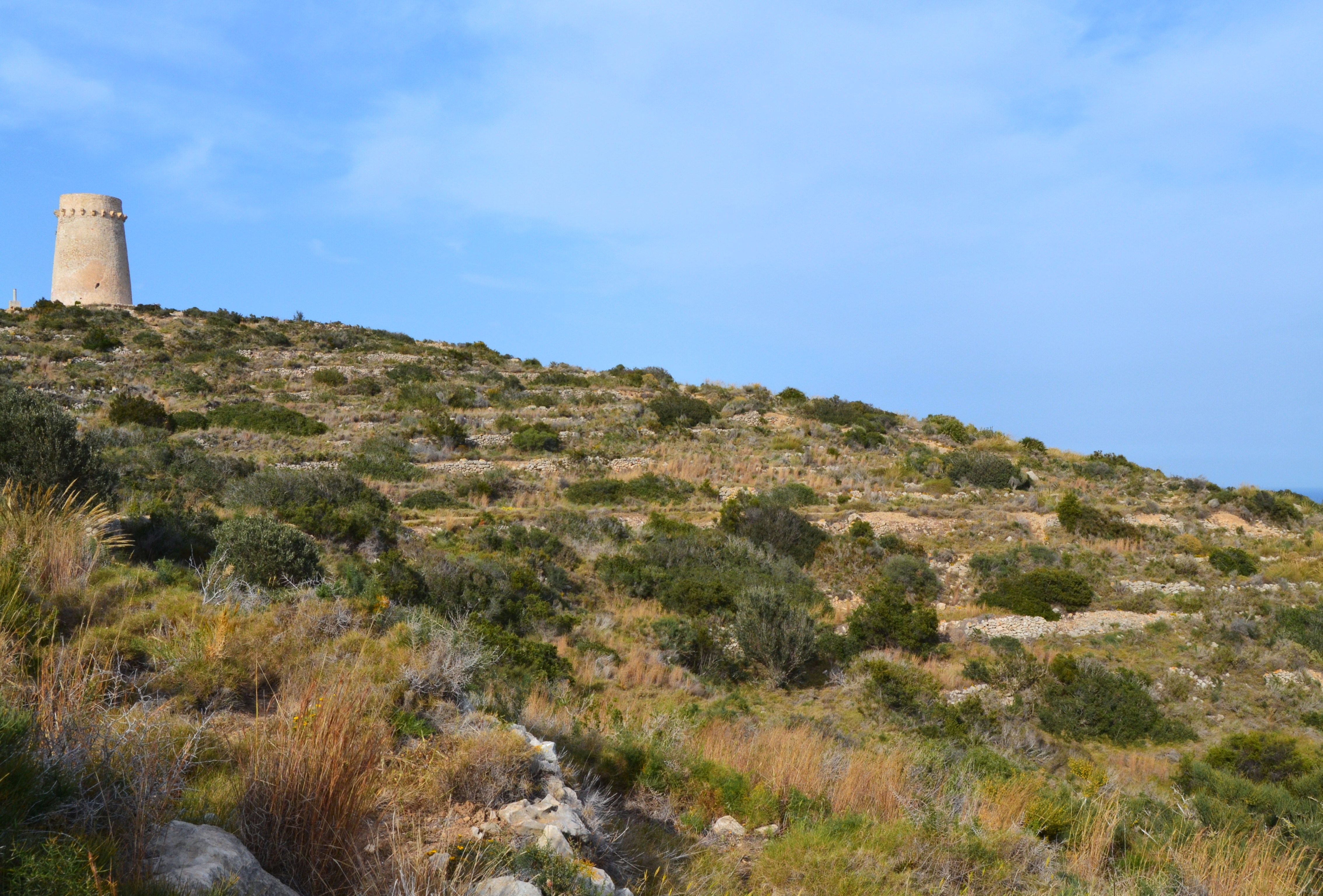
Torre de Vigía del Cap d'Or

- Torre de vigía del Cap d'Or (s. XVI). Situada en lo más alto del Cap d'Or forma parte de una fortificación costera junto con otras torres construidas a lo largo del litoral valenciano.[11] Fue mandada construir por Felipe II.[12] Para llegar hasta ella existe una ruta de senderismo que se inicia en la Basílica de San Juan Bautista en la playa del Portet. Se trata de una ruta de una hora y 1,46 km en la que se pueden disfrutar de las vistas de la bahía de Moraira, la Sierra Aitana, el peñón de Ifach, l'Albir incluso las costas de la isla de Ibiza.[13]

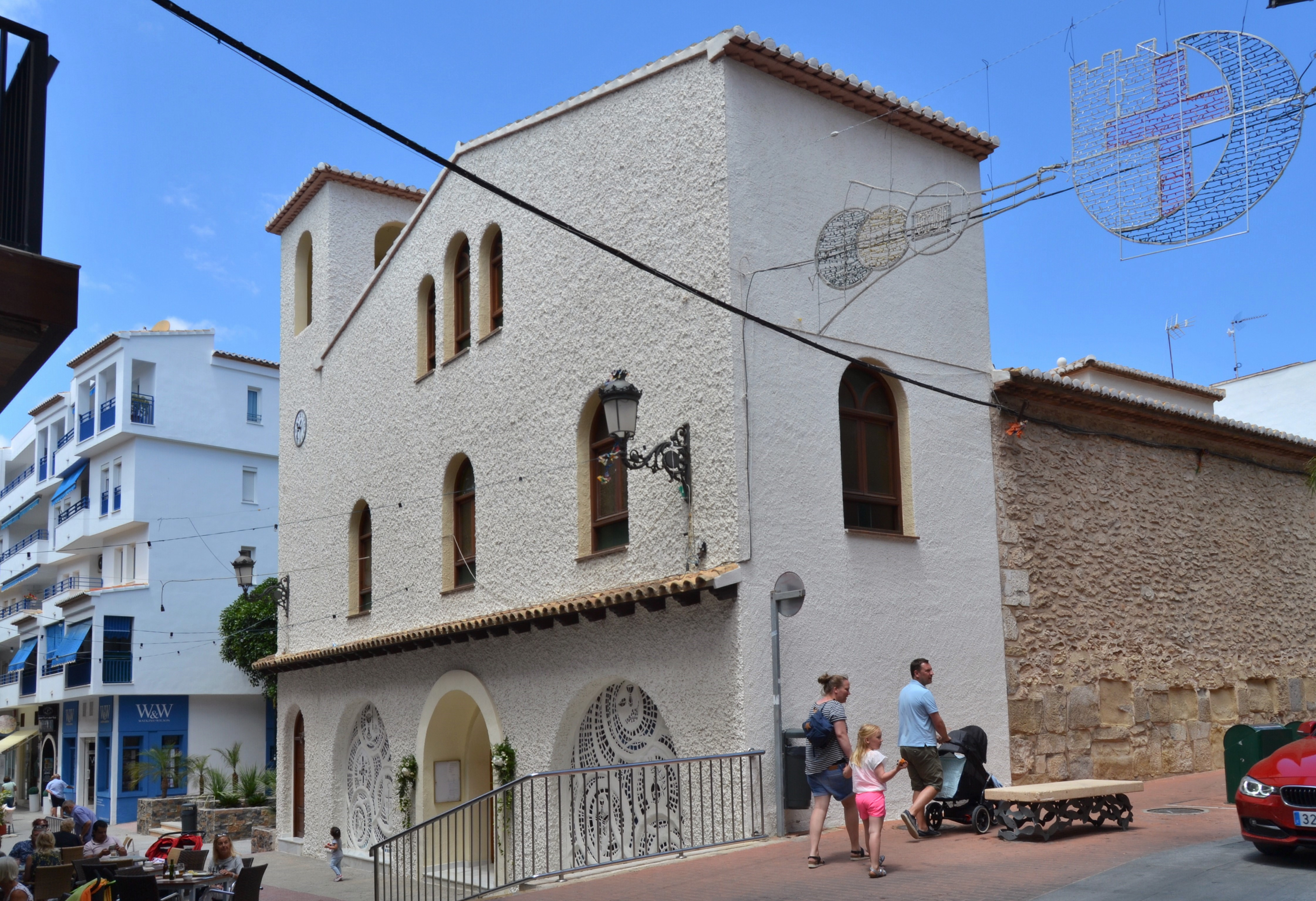
Iglesia de Nuestra Señora de los Desamparados

### Edificios religioso
- Iglesia Nuestra Señora de los Desamparados (s. XIX). Se encuentra en el centro urbano de Moraira[14] y fue construida entre 1875 y 1878. Se desvinculó de su matriz en Teulada en 1974 y se convirtió en parroquia. Es un edificio cuadrado de tres naves divididas por pilares.[3] Además tiene un campanario de planta cuadrangular en la parte inzquierda[14] cuya campana todavía conserva la espadaña.  El 15 de julio es el escenario de las fiestas patronales de Moraira que dura dos semanas y cuentan con fuegos artificiales, bous a la mar, procesiones, y verbena.[4]

## Turismo
Según el informe sobre turismo ofrecido por el Ayuntamiento de Teulada-Moraira publicado en 2023, el 65% de los turistas que visitan Moraira son excursionistas procedentes principalmente de la provincia de Alicante. Aun así, tiene gran presencia de turismo extranjero especialmente del Reino Unido, Francia y Alemania. 
A nivel de gastos se calculó que de media el turista gasta 111,9 euros diarios por persona. Además la estancia media es de 13,1 noches y sobre todo en verano. Por último, las motivaciones principales de estos turistas son el clima, la visita a familiares y amigos y los paisajes de playa y montaña típicamente mediterráneos.

### Alojamiento
La oferta de alojamiento en Moraira abarca desde albergues hasta hoteles de cuatro estrellas. Así, cuenta con 6 hoteles, uno de ellos en la playa del Portet, 1 hostal y 1 pensión. Además cuenta con una extensa oferta de alquiler vacacional y un albergue juvenil.

### Guía gastronómica
La gastronomía de Moraira puede resumirse como una mezcla de la cocina tradicional de la Marina Alta y otras extranjeras como la inglesa, la alemana y la francesa. Los arroces como el arroz a banda, el arroz negro o la paella con sardinas y espinacas, destacan entre el resto de platos. También destaca en vino autóctono de la zona, el Moscatel Romano.

### Experiencias náuticas
La bahía de Moraira ofrece la posibilidad de realizar diferentes actividades náuticas como buceo, Stand Up Paddle, Kayak, vela, pesca o multiaventura. También existe la posibilidad de alquilar motos acuáticas y embarcaciones de distintas características.

### Playas y calas

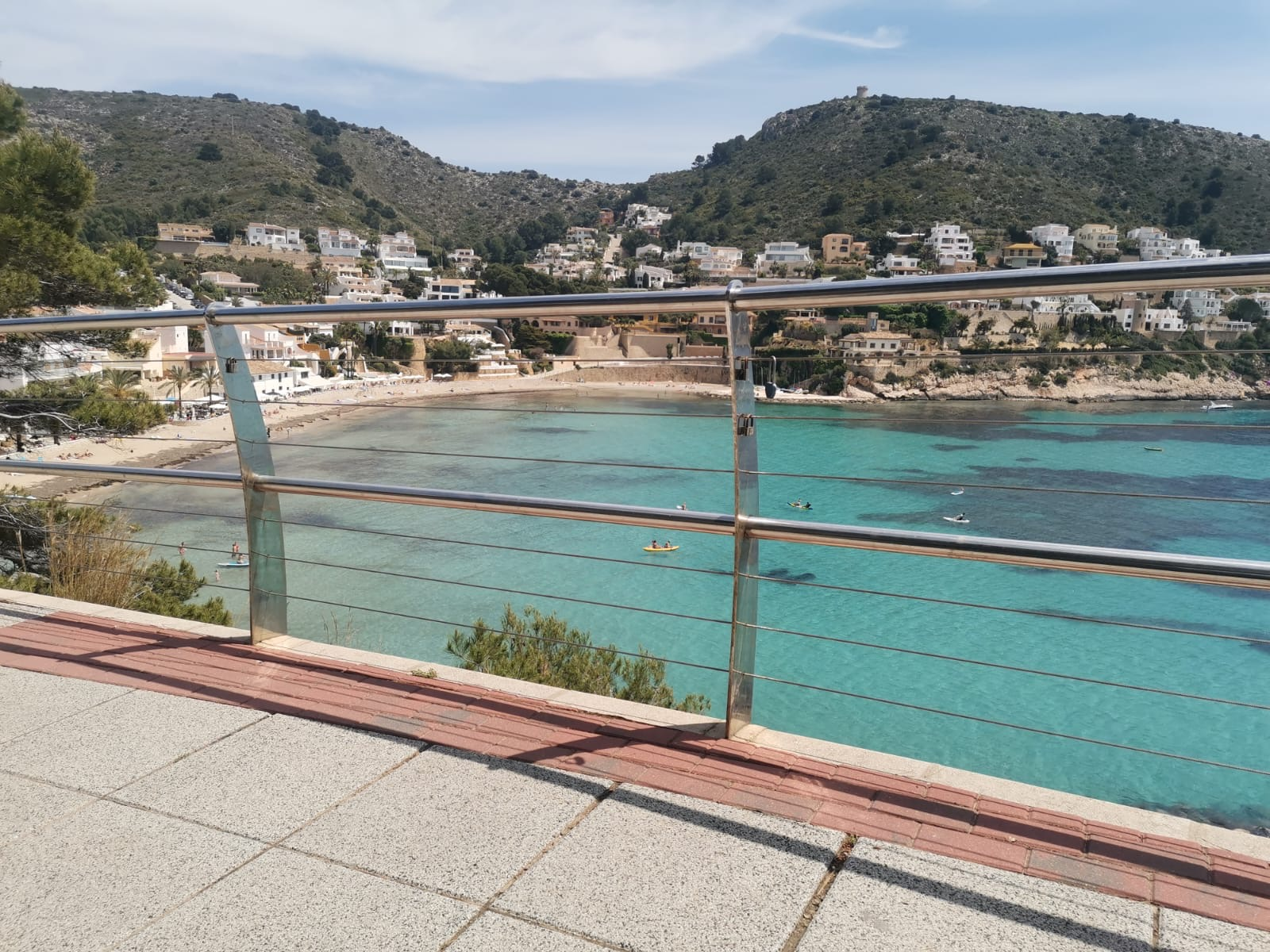
El Portet

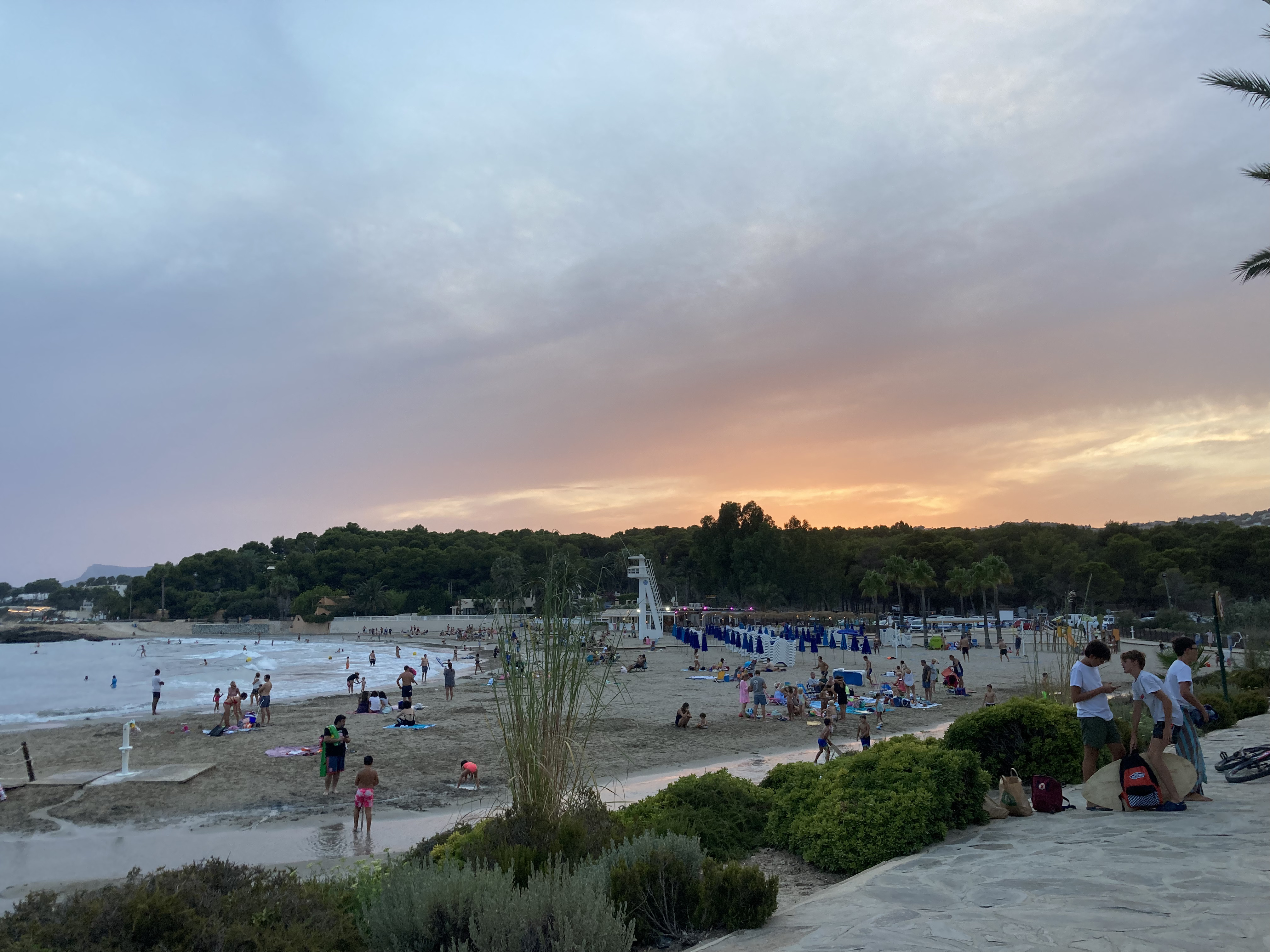
Playa l'Ampolla

- Playa del Portet:[19] una playa de arena y roca que al encontrarse resguardada por el Cap d'Or, tienes aguas cristalinas. Además desde ella se pueden iniciar rutas de senderismo como la ruta de los miradores del litoral e incluso visitar la Torre de Vigía del cabo. A lo largo de su paseo se pueden encontrar hasta tres restaurantes (El Portet, El Manyet y el Doulphin).

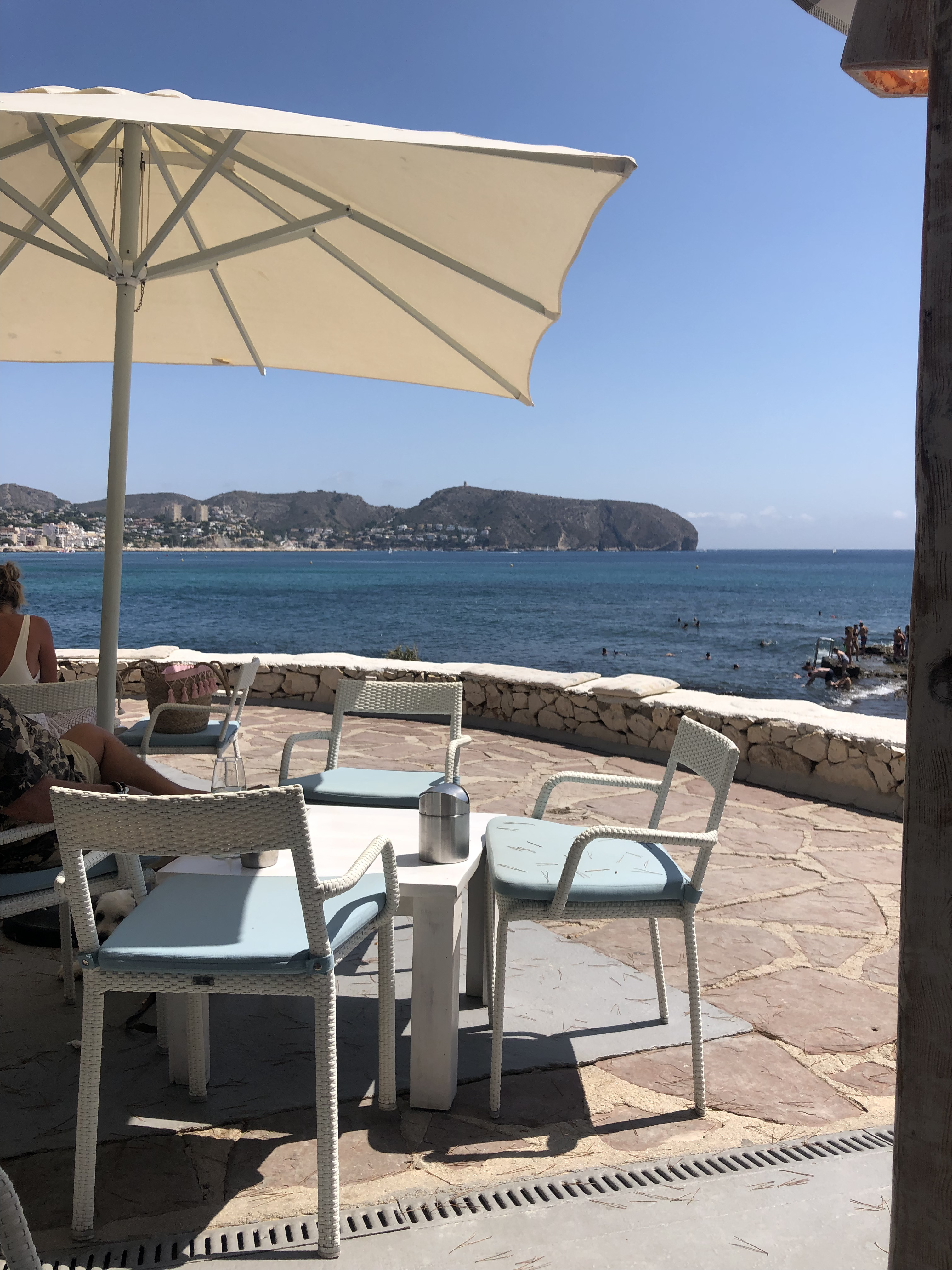
Cala Andragó

- Cala Andragó:[20] se encuentra entre la Punta de Moraira y el Cabo Blanco. Es una cala de piedra, de aguas profundas y transparentes, rodeada de acantilados que ofrecen una panorámica de la costa.[21] En ella también se puede comer en restaurantes como Algas, que a su vez ofrece cócteles.[22]

- Platgetes:[23] se trata de dos calas de arena y roca en cuyo paseo ajardinado se puede disfrutar de un mirador.

- Playa de l'Ampolla:[24] es la playa más concurrida de Moraira por su tranquilidad, su cercanía al núcleo urbano y sus aguas de calidad. Se encuentra a los pies del Castillo de Moraira y esta rodeada por el Marjal del Senillar.

- Cala Cap Blanc:[25] también conocida como Punta de Estrella es una cala de roca que forma parte de la Red Europea Natura 2000 de Lugares de Interés Comunitario. Se encuentra en la carretera Calpe-Moraira.
- Cala del Portitxolet:[26] es una cala de roca situada en la Carretera de Moraira al Portet y cerca de la bocada del Club Náutico de Moraira.

## Espacios naturales

### Cueva de las ratas
Se trata de una cueva con dos entradas ambas de acceso por el mar. La Consejería de Territorio y Vivienda la declaró en 2004 reserva de fauna silvestre al tratarse de uno de los refugios de murciélagos de cueva y ratoneros grises. Además es un yacimiento arqueológico de la edad de bronce y de los íberos.

### Cap d'Oro Punta de Moraira
Una pequeña península de un kilómetro de largo y hasta 166 metro de alto que desde 2002 es parte de un conjunto de microrreservas de flora de la Comunidad Valenciana, además de la Red Europea Natura 2000 de Lugares de Interés Comunitarios. En ella existen yacimientos prehistóricos del Paleolítico y restos de un poblado íbero. Por otro lado, en su punto más alto se encuentra una Torre de Vigía del siglo XVI.

### El Marjal del Senillar
Es una pequeña albufera formada de una serie de lagunas separadas del mar por la playa de l'Ampolla. Sus riberas están pobladas de especies vegetales como el carrizo o senill, de ahí su nombre. En 2004 que declarada Reserva de Fauna Silvestre pues alberga una especie de pez en peligro de extinción, el fartet.